# Aleksandre Roinasjvili
Aleksandre Roinasjvili (Georgisch: ალექსანდრე როინაშვილი; ook bekend onder zijn gerussificeerde naam Alexander Solomonovitsj Roinov, Russisch: Александр Соломонович Роинов) (Doesjeti, 1846 - Tbilisi, 11 mei 1898) was een Georgisch kunstschilder en bovenal fotograaf. Hij was de eerste fotograaf van Georgië.

## Biografie
Roinasjvili werd geboren in Doesjeti in het oosten van Georgië dat toen deel uitmaakte van het Russische rijk. Medio jaren 1860 trok hij naar Tbilisi en begon hij met fotografie en schilderen vanuit het atelier van T. Khlamov. Hiermee was hij de eerste fotograaf van Georgië. 
In 1875 vestigde hij zich met een eigen atelier in het centrum van Tbilisi. Hij bereikte intellectuelen en vooraanstaande personen die hun portretten en Roinasjvili's foto's van monumenten aan de muren in hun woningen hingen. In 1887 zette hij een ambulant museum op en trok hiermee naar Astrachan, Saratov en Sint-Petersburg. Hij exposeerde er naast zijn foto's ook zilveren en stalen borden mee en oude wapens. Dit initiatief bleef hierbij, ondanks dat hij aanvankelijk meer plannen had.
In Tbilisi zette hij in 1893 het gezelschap voor amateurfotografen op en was hij verder betrokken bij verscheidene andere openbare en culturele organisaties. In de jaren negentig betrok kunstschilder Gigo Gabasjvili een atelier op een etage boven hem.
Hij overleed in 1898 op 52-jarige leeftijd en zijn begrafenis was luisterrijk en werd door veel bekende stadsgenoten bezocht. Hij werd begraven in het pantheon van Didoebe in Tbilisi. Zijn fotoatelier werd voortgezet door Vasil Roinasjvili.

## Foto's van Roinasjvili

Muzikanten
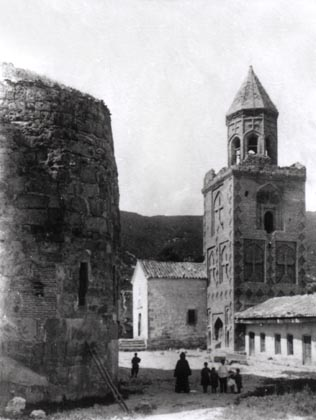
Klokkentoren in St. Nino
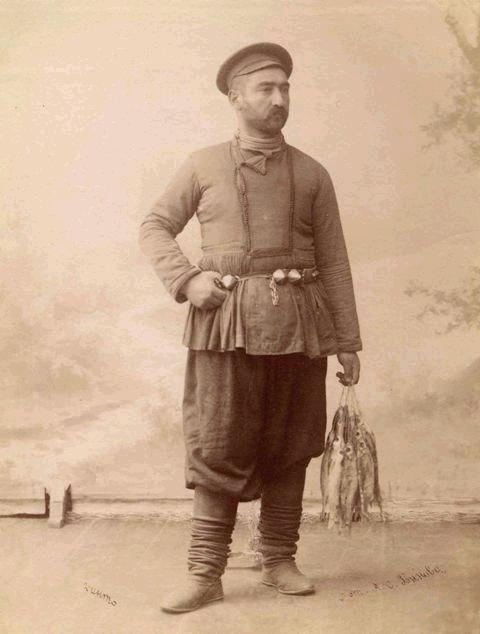
Een visser
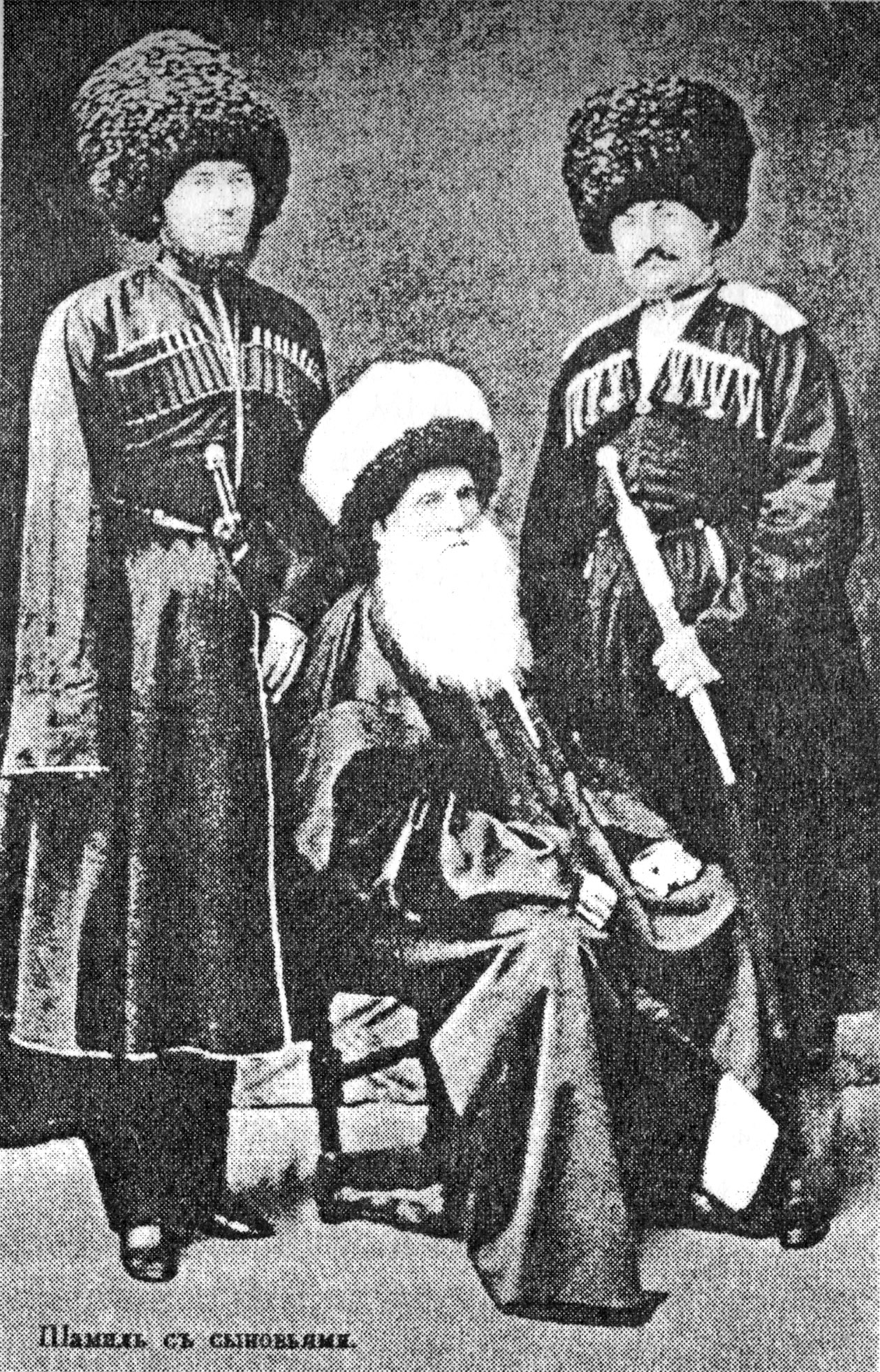
Imam en Avaars politicus Sjamil met zijn zoons
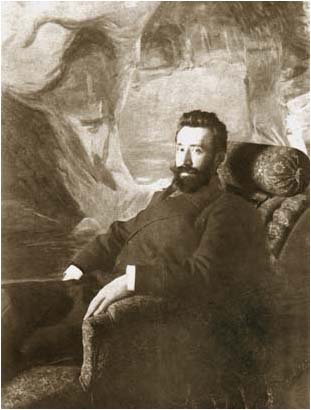
Kunstschilder Gigo Gabasjvili
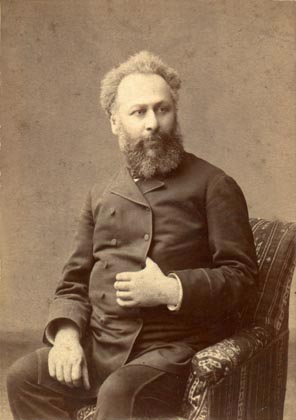
Dichter Akaki Tsereteli

- Gemeinsame Normdatei: 112212824X
- International Standard Name Identifier: 0000 0000 6705 7870
- KulturNav: 8880e4a4-fb86-4121-9989-cfd29dae97fe
- Library of Congress Control Number: no2006036376
- PIC: 271289
- RKD-Nederlands Instituut voor Kunstgeschiedenis: 405110
- SNAC: w64n9q7v
- Union List of Artist Names: 500067169
- Virtual International Authority File: 36667423
- WorldCat: E39PBJqbry6HKHYbFQv3QmK68C